# アイヌ文学
アイヌ文学（アイヌぶんがく）とは、アイヌが営む文学の総称。一般的に近世以前に完成したアイヌ語の口承文芸を指すことが多いが、ブロニスワフ・ピウスツキ、金田一京助、知里真志保などのアイヌ研究者はアイヌの歌謡・挨拶・巫謡なども含めて研究を行っている。また広義には、使用言語をアイヌ語に限定させず近代以降に生み出されたものも含めた、アイヌ民族による文学全体を包括するという意見も出されている。

## 研究史

### 黎明期
アイヌ文学について、最初に論説したのは文化人類学者のピウスツキである。ピウスツキは著書『アイヌの言語・民族の研究のための資料』（1912年）の中で、アイヌ文学を「世代を超えて語り継がれる物語。歴史。（現在の散文説話）」「伝統的な歌謡（現在の神謡）」「英雄の冒険や部族の戦い（現在の英雄叙事詩）」「子守歌」「舟歌」など12のジャンルに分類した。このピウスツキの記述が後世の研究にどのような与えた影響は明らかではないが、現在通説となっているアイヌ文学の分類と共通する点が多く、その原型といって差し支えない。
ピウスツキ本の公刊とほぼ同じ1913年には、金田一が『アイヌの詩歌』を発表。その中で、「ユカラ」「カムイユカラ」「シノチャ」「ヤイイシャマネ」の4つを挙げた。また同年に発表した『蝦夷伝説源流考』では、「詞曲（ユーカラ）」「聖伝（オイナ）」の2つの叙事詩を挙げ、オイナについてカムイユカラと同じとした。また伝聞として「昔噺（イショイタク、トイタク）」「諸神の由来話（ウパシクマ）」「昔語り（ウヱペケレ）」に触れている。
金田一はさらに論を進め、『アイヌの詞曲について』（1918年）にて、ユカラの体をとり女児の恋物語を謡う「メノコユカラ」を取り上げた。また『アイヌ研究』（1925年）では、オイナカムイが説述者となって第一人称で述べる「オイナ（聖伝）」と、様々なカムイが自述する「カムイユカラ（神謡）」の区別に言及した。

### 通説の確立
以上のような経緯を経て、金田一によるアイヌ文学の分類は『ユーカラ概説』（1931年）で完成した。
この金田一による基本的な枠組みは、知里や久保寺逸彦に受け継がれて通説になっていく。
知里は『アイヌ文学』（1955年）で「アイヌ文学の特徴をつかむためには歌謡以前から出発しなければならない」と主張し、「歌謡」「詞曲」「散文の物語」の3つに大別した。詞曲には下位分類として「自然神謡」「人文神謡」「英雄詞曲」「婦女詞曲」が含まれるが、これらはそれぞれ金田一のカムイユーカラ・オイナ・ユーカラ・女子のユーカラに相当する。また、知里は金田一が触れなかった地域ごとに異なる様々な名称に触れた。
久保寺は『アイヌ叙事詩 神謡・聖伝の研究』（1960年）で、「詞曲（神謡・聖伝・英雄詞曲・婦女詞曲）」「哀傷歌」「恋慕歌」「ヤイシャマネナ」「散文文学」に分け、それ以外に一種の歌謡と見えるものとして、葬式の告別辞・談判・掛け合いの詞・会釈・会見の詞を挙げている。
以上のような研究によりアイヌ文学の分類は「口演形態」と「内容」の2点の観点から行われ、概ね金田一がいうところの「カムイユーカラ」「ユーカラ」「ウヱペケレ」の3つは明確な基準をもって分類されることが共通している。

### 研究の深化
しかしアイヌ文学の研究が深まると、口演形態と内容が必ずしも一致しないことが注目されるようになった。浅井亨は『アイヌの昔話』（1972年）で、「口演形態による大別に留める方が良い」と主張し、サケ（サケヘ）の有無によって「詞謡」と「物語」に分類し、さらに前者を折り返しの有無によって「詞曲」と「神謡」に分類した。また、藤村久和は『神語り昔語りの新しい視座 アイヌ』（1980年）で、アイヌ古老による認識を根拠として、演じ方で大別したのちに内容で下位分類を行う方法を提案した。このほか、藤村による聞き手に着目した分類案や、中川裕による発せられる目的に着目した分類案などが示されている。
さらに、アイヌ語名称についても着目されるようになる。従前の研究では地域によってアイヌ語の呼称が異なる点は指摘されていたが、それぞれを大分類に含まれる下位区分として位置づけるに留まっていた。しかし、研究の進展により各ジャンルの内容が地域間で異なることが明らかになってきた。例えば中川は、これまで「散文説話」としてひとくくりにされた「tuytak」と「uepeker」を異なるジャンルとした。また奥田統己は、従来の聖伝が口演形態により英雄叙事詩と神謡の二つに跨るジャンルという指摘を行った。
このような研究の深化から、従前の口演形態と内容に加えてアイヌ語名称を加えた3つに観点から、アイヌ文学をどのように分類・分析するかが課題となっている。